# Le Bourreau des innocents
Pour plus de détails, voir Fiche technique et Distribution.
Le Bourreau des innocents est un film français réalisé par Farid Dms Debah, sorti en 2006.

## Synopsis
Myriam (Élodie Navarre) est une jeune fille vive et aventurière profitant de toutes les occasions pour s’évader de son quotidien lors de longues randonnées. Pourtant, lors d’une promenade presque banale, l’inattendu se produit.

## Fiche technique
- Titre original : Le Bourreau des innocents
- Réalisation : Farid Dms Debah
- Scénario : Farid Dms Debah
- Production : Dms Debah Films
- Pays :  France
- Genre : drame, horreur
- Durée : 13 minutes
- Format : 2,35:1 - couleur
- Numéro de Visa : 110068
- Date de Visa : 16/06/2006
- Mention CNC : Tous publics

## Distribution
- Élodie Navarre : Myriam

## Distinctions
- 2006 : Festival Sur les Pas de Mon Oncle, à Saint-Maur – Prix du Public[1]
- 2007 : Festival Off de Cannes – Palme d’or[2].
- 2007 : Festival des 24 courts – Prix du Jury Jeunes[3]